# Kenya Defence Forces
Le Kenya Defence Forces sono le forze armate keniote, che comprendono la Kenya Air Force, nota anche con la sigla KAF,  aeronautica militare del Kenya, assieme a esercito e marina militare. Sono state create in forza dell'articolo 241 della costituzione del 2010 del Kenya.